# I Am the Resurrection
"I Am the Resurrection" é uma canção da banda britânica The Stone Roses e última faixa da versão britânica de seu álbum de estreia autointitulado.

## Origem e significado
Sobre a origem da canção, o baterista Reni revelou que ela surgiu quando o baixista Mani tocou o riff de "Taxman", dos Beatles, ao contrário. Ele comentou: "Mani tocava o riff de trás para frente durante as passagens de som e tocávamos por cima para rir. Finalmente dissemos: vamos tornar essa piada real e ver o que acontece".

### Linguagem religiosa e messiânica
O estudioso da Bíblia James Crossley observou a linguagem bíblica ao longo da canção, na qual o vocalista assume o papel de uma figura semelhante a Jesus ou a Deus ("I am the resurrection and I am the life"; em tradução livre "eu sou a ressurreição e eu sou a vida"). Além do título aludindo a João 11, ele argumenta que há referências à teimosia e ao arrependimento encontradas na literatura profética do Antigo Testamento (que usa repetidamente a linguagem de "voltar-se" para Deus) e à persistência e à redenção no Novo Testamento, que usa a linguagem de bater às portas (por exemplo, Lucas 11.5-10; Lucas 13.23-27). A canção, portanto, funciona parcialmente como "uma história de Deus e Israel/humanidade na Bíblia", mas agora "aplicada a um relacionamento humano".

## Recepção
O single foi lançado em 30 de março de 1992 e chegou ao número 33 no Reino Unido.
A revista Q a colocou na décima posição em sua lista das 100 melhores faixas com guitarra. A NME posicionou "I Am the Resurrection" na oitava colocação em sua lista dos 50 melhores hinos indie de todos os tempos. A mesma revista também a colocou na centésima posição na lista das 500 melhores canções de todos os tempos.

## Certificações
| Região                                                                                                  | Certificação | Vendas   |
| --- | ------------ | -------- |
| Reino Unido (BPI)                                                                                       | Ouro         | 400,000^ |
| *números de vendas baseados somente na certificação ^números de vendas baseados somente na certificação |              |          |